# البیت (نابارا)
البیت (به اسپانیایی: Elvetea) یک منطقهٔ مسکونی در اسپانیا است که در نابارا واقع شده‌است. البیت ۲۷۱ نفر جمعیت دارد.